# Sofonisba (tragedia)

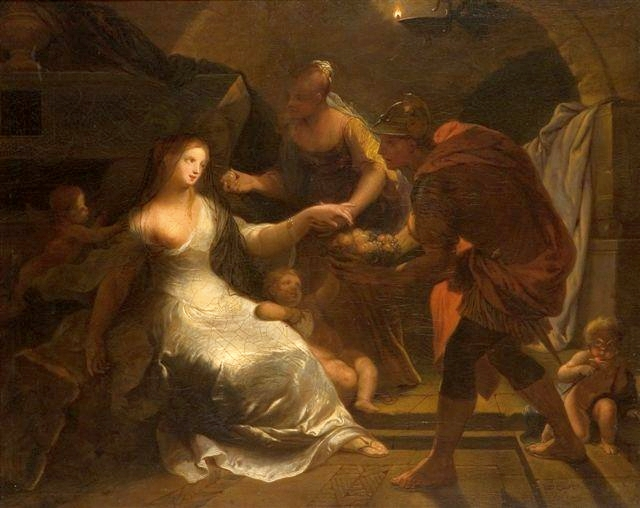
Jacques François Courtin, Śmierć Sofonisby

Sofonisba – sztuka teatralna renesansowego włoskiego poety i dramaturga Giana Giorgia Trissina, uważana za jeden z najważniejszych dramatów w dziejach włoskiego teatru. Sztuka została napisana w latach 1514-1515. Wydana została  jednak później, bo w 1524. Po raz pierwszy wstawiona została w 1562, a więc już po śmierci autora. Historyczne znaczenie tragedii wynika z faktu, że została ona zbudowana zgodnie z założeniami dramatu starogreckiego. Oparta jest na rozwiązaniach fabularnych stosowanych przez największych tragików greckich, Sofoklesa i Eurypidesa. Przedstawia epizod w wojen punickich, czyli walk Republiki Rzymskiej z Kartaginą. Źródłem fabuły była relacja Tytusa Liwiusza. Sztuka jest napisana przy użyciu verso sciolto, czyli wiersza białego. Wykorzystanie tej formy przez Trissina utorowało jej drogę zarówno w poezji i dramaturgii włoskiej, jak i później angielskiej.
Se non la 'ue la spinge il mio pensiero?

Che giorno, e notte sempre mi molesta. 

E come posso disfogar alquanto 

Questo graue dolor, che 'l cuor m'ingombra; 

Se non manifestando i miei martiri? 

I quali ad un ad un voglio narrarti.